# Elektromekaniska musikinstrument
Elektromekaniska musikinstrument eller elektrofoner är musikinstrument där mekaniska vågrörelser förstärks på elektronisk väg. Till dessa räknas till exempel elgitarren, elpianot och vissa slags elorglar, (till exempel Hammondorgeln). En synthesizer är däremot inte en elektrofon: den har inga mekaniska delar för att skapa svängningar utan där bygger tekniken helt på elektroniska oscillatorer.